# Zachary Dean
Zachary Dean (né le 4 janvier 2003 à Grande Prairie dans la province de l'Alberta au Canada) est un joueur canadien de hockey sur glace. Il évolue à la position de centre.

## Biographie

### Jeunesse
Dean commence sa carrière junior avec le Thunder de TriCom dans une ligue junior de Terre-Neuve-et-Labrador. Lors de sa deuxième saison, il est nommé capitaine de l’équipe, mène la ligue au classement des buts, aides et points et termine champion catégorie Bantam de la région Atlantique du Canada.
La saison suivante, il se joint aux Nationals de Toronto dans la Greater Toronto Hockey League (en) (GTHL). Avec eux, il remporte le championnat de la GTHL ainsi que la Ontario Hockey League Showcase Cup (en), tournoi organisé par la Ligue de hockey de l'Ontario. Il remporte également la Coupe Telus organisée par la fédération canadienne. Il est également appeler à représenter Terre-Neuve-et-Labrador lors du défi d'excellence Gatorade et des Jeux du Canada (épreuve où il est même nommé capitaine de sa formation).
Lors de la saison 2019-2020, il fait ses débuts dans la Ligue de hockey junior majeur du Québec (LHJMQ), jouant pour les Olympiques de Gatineau.
En prévision du repêchage de 2021, la centrale de recrutement de la LNH le classe au vingt et unième rang des espoirs nord-américains chez les patineurs. Il est finalement sélectionné au 30e rang par les Golden Knights de Vegas.

### En équipe nationale
Dean représente le Canada au niveau international. Lors du Défi mondial des moins de 17 ans en 2019, il finit à la 8e place avec l’équipe noire du Canada.

## Statistiques

### En club
| Saison    | Équipe                      | Ligue        |    | Saison régulière | Saison régulière | Saison régulière | Saison régulière | Saison régulière |    | Séries éliminatoires | Séries éliminatoires | Séries éliminatoires | Séries éliminatoires | Séries éliminatoires |
| Saison    | Équipe                      | Ligue        | PJ | B                | A                | Pts              | Pun              | PJ               | B  | A                    | Pts                  | Pun                  |                      |                      |
| 2016-2017 | Thunder de TriCom           | NLBAAAHL U15 | 26 | 18               | 12               | 30               | 34               | 5                | 4  | 4                    | 8                    | 0                    |                      |                      |
| 2016-2017 | Team Newfoundland           | ACC U14      | 5  | 10               | 3                | 13               | 8                |                  |    |                      |                      |                      |                      |                      |
| 2017-2018 | Thunder de TriCom           | NLBAAAHL U15 | 35 | 40               | 37               | 77               | 86               | 3                | 3  | 2                    | 5                    | 4                    |                      |                      |
| 2017-2018 | Team Newfoundland           | ACC U15      | 5  | 3                | 4                | 7                | 8                |                  |    |                      |                      |                      |                      |                      |
| 2018-2019 | Nationals de Toronto        | GTHL U16     | 32 | 24               | 23               | 47               | -                |                  |    |                      |                      |                      |                      |                      |
| 2018-2019 | Nationals de Toronto        | AAA U16      | 64 | 36               | 53               | 89               | -                |                  |    |                      |                      |                      |                      |                      |
| 2018-2019 | Nationals de Toronto        | OHL Cup      | 4  | 0                | 1                | 1                | 4                |                  |    |                      |                      |                      |                      |                      |
| 2018-2019 | Nationals de Toronto        | TCQ-O        | 7  | 0                | 2                | 2                | 2                |                  |    |                      |                      |                      |                      |                      |
| 2018-2019 | Team Newfoundland           | CWG          | 7  | 2                | 13               | 15               | 12               |                  |    |                      |                      |                      |                      |                      |
| 2018-2019 | Team Newfoundland           | DEG          | 5  | 5                | 2                | 7                | 4                |                  |    |                      |                      |                      |                      |                      |
| 2019-2020 | Olympiques de Gatineau      | LHJMQ        | 57 | 18               | 28               | 46               | 22               |                  |    |                      |                      |                      |                      |                      |
| 2020-2021 | Olympiques de Gatineau      | LHJMQ        | 23 | 10               | 10               | 20               | 20               | 4                | 1  | 1                    | 2                    | 2                    |                      |                      |
| 2021-2022 | Olympiques de Gatineau      | LHJMQ        | 47 | 21               | 31               | 52               | 50               | 7                | 2  | 5                    | 7                    | 6                    |                      |                      |
| 2022-2023 | Olympiques de Gatineau      | LHJMQ        | 50 | 33               | 37               | 70               | 53               | 13               | 10 | 16                   | 26                   | 10                   |                      |                      |
| 2023-2024 | Blues de Saint-Louis        | LNH          | 9  | 0                | 0                | 0                | 6                | -                | -  | -                    | -                    | -                    |                      |                      |
| 2023-2024 | Thunderbirds de Springfield | LAH          | 49 | 9                | 5                | 14               | 24               | -                | -  | -                    | -                    | -                    |                      |                      |

### En équipe nationale
| Année | Équipe          | Compétition                      |   | PJ | B | A | Pts | Pun      |  | Résultat |
| 2019  | Canada noir U17 | Défi mondial des moins de 17 ans | 5 | 3  | 4 | 7 | 0   | 8e place |  |          |

## Transactions
- Le 7 mai 2019, il est sélectionné par les Capitols de Madison en 140e position, lors du 10e tour du repêchage d'entrée de la USHL[6].

- Le 8 juin 2019, il est sélectionné par les Olympiques de Gatineau en 4e position, lors du 1er tour du repêchage de la LHJMQ[7].

- Le 20 août 2019, il s'engage avec les Olympiques[8].

- Le 3 décembre 2021, il signe son contrat d'entrée avec les Golden Knights de Vegas[9].

## Trophées et honneurs

### Trophées juniors
- 2016-2017
  - Médaillé de bronze du tournoi ACC moins de 14 ans avec l'équipe Terre-Neuve-et-Labrador.

- 2017-2018
  - Nommé capitaine de la formation moins de 14 ans des Thunder de TriCom.
  - Meilleur buteur de la NLBAAAHL (40 buts).
  - Meilleur au classement des passes de la NLBAAAHL (37 aides).
  - Remporte le classement par points de la NLBAAAHL (77 points).
  - Champion de l'Atlantic Canada Bantam avec le Thunder de TriCom.
  - Médaillé de bronze du tournoi ACC moins de 15 ans avec l'équipe Terre-Neuve-et-Labrador.

- 2018-2019
  - Champion de la GTHL avec les Nationals de Toronto moins de 16 ans.
  - Champion de la OHL Cup avec les Nationals de Toronto moins de 16 ans.
  - Médaille d'or de la TCQ-O avec les Nationals de Toronto moins de 18 ans.
  - Nommé capitaine de l'équipe Terre-Neuve-et-Labrador lors des Jeux du Canada.

- 2019-2020
  - Sélectionné dans l'équipe recrue des étoiles de la LHJMQ.

- 2019-2020
  - Nommé assistant-capitaine des Olympiques de Gatineau.